# Richard Neville Lester
Richard Neville Lester (* 13. Juni 1937; † 4. April 2006 in Birmingham) war ein britischer Botaniker. Sein besonderes Interessengebiet war die Gattung der Nachtschatten (Solanum) sowie die Familie der Nachtschattengewächse (Solanaceae) im Allgemeinen.

## Leben
Richard Neville Lester wuchs im ländlichen Umfeld Englands auf, wo er schon früh mit Tieren und Pflanzen in Kontakt kam. Im Alter von 13 Jahren verlor er seine Mutter durch einen Unfall. Angeregt durch einen Kaktus, die sie ihm kurz vor ihrem Tod schenkte, begann er schon früh sich für Cactaceae zu interessieren. Nach einem Studium der Pflanzenbiologie und Pflanzentaxonomie nahm er 1958 eine Stelle als Wissenschaftlicher Assistent am Department of Botany der University of Birmingham an. Dort beschäftigte er sich mit der biochemischen Systematik wilder mexikanischer Kartoffel-Arten. Seine von Professor John Gregory Hawkes betreute Doktorarbeit mit dem Titel „Immunochemical Studies of the Genus Solanum“ schloss er 1962 ab. Im Anschluss darauf bis 1964 folgte ein Aufenthalt am Departement of Botany der University of Texas in Austin. Von 1964 bis 1966 kehrte er kurzzeitig nach Großbritannien zurück, um am Bolton Institute of Technology zu lehren. Die nächsten zwei Jahre (1966 bis 1968) verbrachte er wiederum in den USA, diesmal als Mitarbeiter am Departement of Zoology der University of Kansas, um anschließend ein Jahr in Afrika, am Makerere University College in Uganda zu arbeiten. Anschließend kehrte er in seine britische Heimat zurück und arbeitete 31 Jahre (1969 bis 2000) wiederum an der University of Birmingham. Weniger als ein Jahr nach Antritt seines Ruhestandes wurde im Sommer 2001 bei ihm Krebs diagnostiziert, was ihn jedoch nicht an weiteren wissenschaftlichen Arbeiten, unter anderem einer umfangreichen Expedition durch die westlichen Pyrenäen Spaniens hinderte. Am 4. April 2006 verstarb er jedoch in Birmingham an den Folgen der Krankheit. Er hinterließ seine Frau Celia und seine Kinder John und Clare.

## Forschung
Nachdem sich Richard Neville Lester zunächst während seiner ersten Jahre als Wissenschaftler mit der Biochemie der Gattung der Nachtschatten (Solanum) beschäftigt hatte, widmete er sich von 1962 bis 1968 der Immunotaxonomie verschiedener Lebewesengruppen, so der Hülsenfrüchtler (Leguminosae), der Schleimpilze (Myxomycetes), der Algen (Algae), der Korbblütler (Compositae), der Pilze (Fungi) und der Fledermäuse (Microchiroptera). Anschließend widmete er sich vor allem den Nachtschattengewächsen (Solanaceae), speziell den Nachtschatten (Solanum) zu. Er baute an der University of Birmingham eine umfangreiche Herbarium-Sammlung an Nachtschattengewächsen auf und organisierte 1976 zusammen mit John Gregory Hawkes und A. D. Skedling die erste International Solanaceae Conference in Birmingham und wirkte an den folgenden vier Ausgaben der Konferenz bis 2000 mit.
Zu seinen Forschungsprojekten gehörten unter anderem das von der Europäischen Union geförderte Projektes „European Solanaceae Information Network (ESIN)“ (1993–1996), dessen Koordinator er war sowie das ebenfalls von der Europäischen Union geförderte „Eggplant Network (EGGNET)“ (2000 bis 2005).
Er beherrschte eine große Zahl an Fremdsprachen, unter anderem Deutsch, Französisch, Spanisch und Latein, wodurch er mit vielen internationalen Wissenschaftlern zusammenarbeiten konnte.

## Hochschullehrer
Von 1969 bis 2000 lehrte er als Hochschullehrer an der University of Birmingham. Er nahm sowohl an der Lehre für Studenten im Grundstudium (undergraduate program) als auch am Programm für ein weiterführendes Studium (master’s degree program) teil. Er baute den weltweit ersten Studiengang auf, der auf die Sicherung von genetischen Ressourcen bei Pflanzen ausgerichtet war.
Er hielt Vorlesungen in unterschiedlichsten Fächern des Grundstudiums wie Pflanzenvermehrung, Evolution der Landpflanzen, Systematik der Blütenpflanzen, Biodiversität, biochemische Systematik und Ökologie, numerische Taxonomie und Evolution der Nutzpflanzen. Seine weiterführenden Vorlesungen umfassten unter anderem Vielfalt und Evolution von Nutzpflanzen, biochemische Systematik, genetische Vielfalt von molekularen Markern, In-situ-Konservation und Fernerkundung sowie Agro-Ökologie. Diese Vorlesungen wurden von Studienprojekten sowie Feldeinsätzen begleitet. Während seiner Zeit als Hochschullehrer betreute er etwa 60 Masterarbeiten sowie zwölf Doktorarbeiten.

## Werke
Richard Neville Lester war Editor des von 1977 bis 1979 erscheinenden „Solanaceae Newsletter“ sowie der Proceedings der „International Solanaceae Conference“ der Jahre 1976, 1988 und 1994. Er veröffentlichte etwa 135 wissenschaftliche Artikel. 35 % dieser Artikel hatten verschiedenste Aspekte der Auberginen (Solanum melongena) und verwandter Wildarten zum Thema, 20 % beschäftigten sich mit Chemotaxonomie der Nachtschattengewächse, wiederum 20 % mit anderen taxonomischen und genetischen Aspekten der Nachtschattengewächse. Die restlichen Veröffentlichungen thematisierten unter anderem die Identifikation, Beschreibung und Verwandtschaft verschiedener Arten innerhalb und außerhalb der Nachtschattengewächse, den Einsatz von Enzymen zur Verbesserung der Keimung und den Einsatz von Spermoderm-Eigenschaften für taxonomische Untersuchungen.